# Cecilioides nyctelia
Cecilioides nyctelia è una specie di mollusco gasteropode terrestre polmonato della famiglia Ferussaciidae e dalle piccole dimensioni distribuito principalmente nell'arcipelago di Madera, Portogallo.